# Rickie Winslow
Pour les articles homonymes, voir Winslow.
Rickie Winslow, né le 26 juillet 1964, à Houston, au Texas, est un ancien joueur américain de basket-ball. Il évolue au poste d'ailier fort.

## Biographie
Rickie Winslow est le père du basketteur Justise Winslow.

## Palmarès
- McDonald's All-American 1983
- Coupe du Roi 1992